# HMS B1
HMS B1 je bila vodilna ladja razreda podmornic B Kraljeve vojne mornarice.
Sprva je bilo namenjeno, da bo poimenovana A14, a je bila nato po končani izgradnji poimenovana kot B1, saj je bila večja, hitrejša, imela večji podgladinski doseg,... kot podmornice razreda A.
Bila je zgrajena v Vickersu, Barrow-in-Furness in splovljena 25. oktobra 1904.
Zaradi primitivne izgradnje je niso uporabili med prvo svetovno vojno, ampak so jo uporabili za šolske namene.
Maja 1921 je bila prodana kot staro železo.